# Wasserkuppe
Die Wasserkuppe ist mit 950 m ü. NHN Höhe der höchste Berg der Rhön und zugleich die höchste Erhebung in Hessen. Sie liegt im Landkreis Fulda mit Gipfellage im Gebiet von Gersfeld.
Auf dem Berg, der überregional als „Wiege des Segelflugs“ bekannt ist, entspringt die Fulda; weitere 30 Bäche haben hier ihren Ursprung. Von der Gipfelregion reicht der Blick bei guter Sicht über die Rhönlandschaft hinweg unter anderem bis zu Hohem Meißner, Rothaargebirge und Taunus.

## Etymologie
Zur Herkunft des Namens Wasserkuppe existieren zwei namenkundliche Sichtweisen. Nach der ersten wird der Name trotz des Quellenreichtums am Berg nicht auf das Wort Wasser, sondern auf das mittelhochdeutsche Wort wass zurückgeführt, das einen Weideplatz bezeichnet. Gegen diese Wortherkunft spricht jedoch, dass im Mittelhochdeutschen nicht das Wort wass existiert, sondern das Wort wase mit der heutigen Bedeutung Rasen. Gleichzeitig gibt es jedoch das Wort wazzer, was in der heutigen Bedeutung unter anderem den Begriffen Wasser, aber auch See oder Fluss entspricht.
Damit ist es wahrscheinlicher, dass der Name Wasserkuppe sich von den vielen Quellbächen auf dem Berg ableitet. Demnach könnte der Bergname, genauso wie der mittelhochdeutsche Begriff, eine Lautverschiebung von wazzer nach Wasser gemacht haben. Dafür spricht auch, dass das mittelhochdeutsche Wort wasse heute die Bedeutung des Wortes Schärfe hat. Die mittelhochdeutsche Wasserkupfe wäre damit also weder ein Weideplatz, noch eine Anhöhe voller Wasser gewesen, sondern eine scharfe Kuppe.
Einen endgültigen Beleg für eine der beiden Thesen kann die Namenkunde jedoch nicht liefern. Stattdessen müsste eine mittelhochdeutsche Textquelle die zeitgenössische Wortbedeutung in der einen oder anderen Weise bestätigen.

## Geographie

### Lage
Die Wasserkuppe liegt im Naturpark Hessische Rhön und im Biosphärenreservat Rhön. Ihr Gipfel befindet sich etwa 20 km ostsüdöstlich der Stadt Fulda, 5,3 km nördlich von Gersfeld, 4,7 km nordöstlich von Poppenhausen und 5 km westlich von Wüstensachsen (Hauptort der Gemeinde Ehrenberg) und gehört zum Gersfelder Gebiet (Entfernungen jeweils Luftlinie). Nahe dem Berg gelegene Ortschaften sind: Dietges und Brand im Norden, Reulbach im Nordosten, Obernhausen im Süden, Tränkhof im Westen, Sieblos im Westnordwesten und Abtsroda im Nordwesten.
Auf der Südflanke der Wasserkuppe entspringt die Fulda als linker Quellfluss der Weser, auf ihrer Südwestflanke der Fulda-Zufluss Lütter und auf der Westflanke der Lütter-Zufluss Haardt. Der Nordausläufer des Berges ist die Abtsrodaer Kuppe (904,8 m) und ihr Südwestausläufer der Pferdskopf (874,9 m). Die Landschaft leitet nach Südsüdwesten zum Eubeberg (Eube; ca. 820 m) und nach Ostnordosten zum Schafstein (831,8 m) über. Im Ostsüdosten der Gipfelregion befindet sich eine 904 m hohe Kuppe, die gelegentlich als Kleine Wasserkuppe bezeichnet wird.

### Naturräumliche Zuordnung
Die Wasserkuppe gehört in der naturräumlichen Haupteinheitengruppe Osthessisches Bergland (Nr. 35) zur Haupteinheit Hohe Rhön (354), Untereinheit Hochrhön (354.1), Naturraum Wasserkuppenrhön (354.10).

## Geologie
Die Existenz der Wasserkuppe als Berg geht auf die relativ hohe Erosionsresistenz des vulkanischen Gesteins zurück, aus dem sie aufgebaut ist. Es handelt sich um Basalt und basaltischen Tuff, die einer spättertiären vulkanischen Episode im heutigen Rhöngebiet entstammen. Das Vulkangestein durchschlägt und überdeckt Sedimentgesteine der Trias (Buntsandstein, Muschelkalk), die an den unteren Hängen und im Umland der Wasserkuppe anstehen.

## Geschichte
Zur Keltenzeit gab es über die Wasserkuppe einen Handelsweg vom „“Oppidum Milseburg zum Ortesweg, auf den dieser beim Schwarzen Moor traf. Im Mittelalter war das Gebiet zwischen der Wasserkuppe und dem Pferdskopf besiedelt.

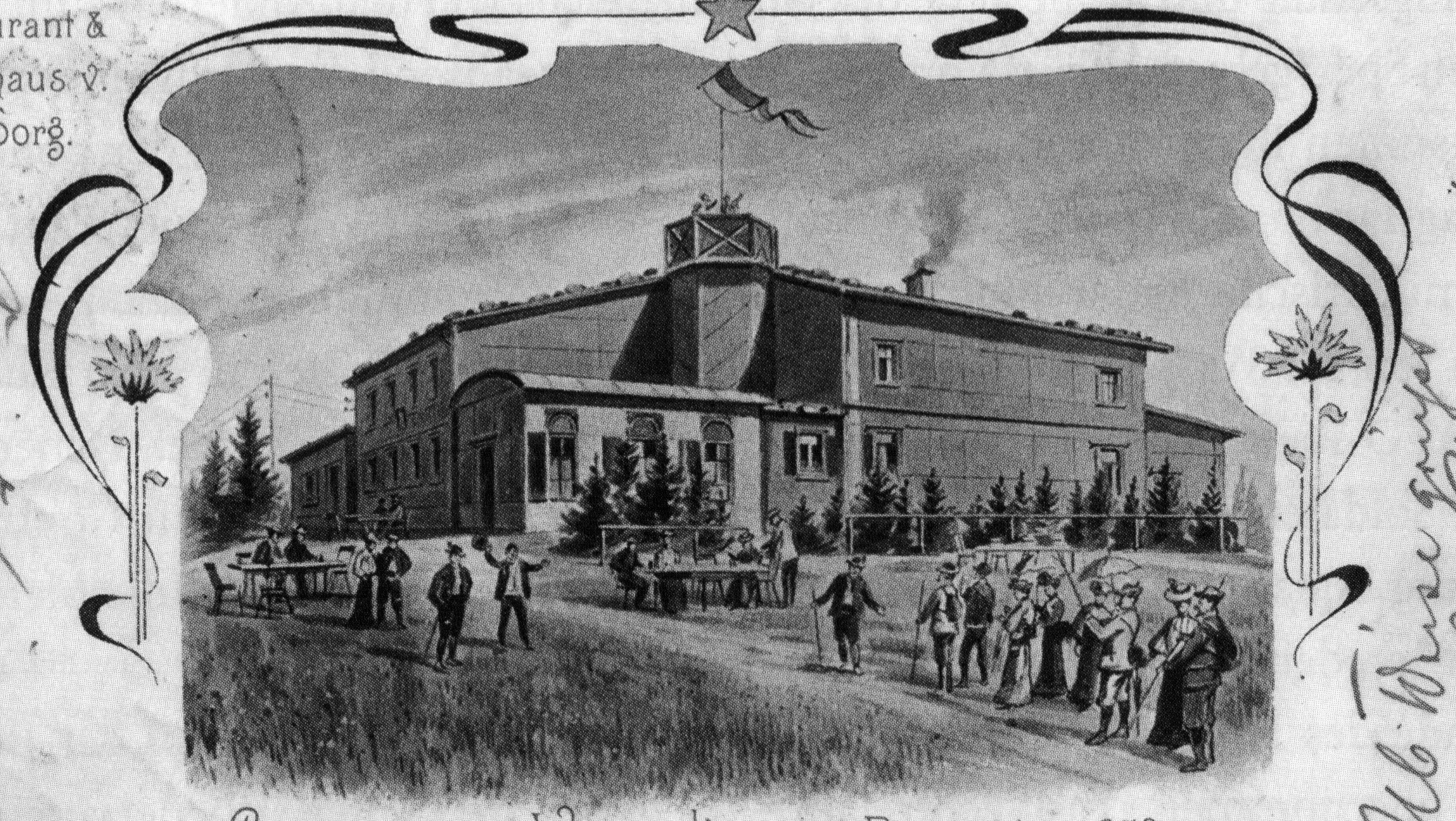
Schutzhütte (vorne mit dem Wellblechdach) und Schutzhaus auf dem Gipfel der Wasserkuppe. Historische Postkarte aus der Zeit vor 1906.

Im Herbst 1878 wurde vom zwei Jahre zuvor gegründeten Rhönklub wieder ein Gebäude auf der Wasserkuppe errichtet. Es handelte sich dabei um eine einfache, etwa 24 m² große Wetterschutzhütte, ungefähr an dem Platz, an dem sich heute noch das Radom befindet. Aus Kostengründen wurde damals eine innen mit Holz verkleidete Blechhütte gewählt. Eingeweiht wurde sie am 2. Juni 1879. In der Zeit zwischen Mai und Oktober wurde sie von einem Gastwirt aus Poppenhausen bewirtschaftet. Von Anfang an war sie von Einheimischen und ersten Touristen rege besucht, so dass der Betreiber schon 1879 mit dem Bau eines Schutzhauses neben der Hütte begann, welches 1880 eröffnet wurde. Neben dem Aufenthaltsraum, der Küche und dem Keller gab es in dem Haus Schlafräume mit zwanzig Betten. 1884 wurde noch ein Stall angebaut, in dem die Betreiberfamilie drei Kühe, einige Hühner und Pferde hielt. Mit einem Gespann wurden von einer Magd mehrmals in der Woche aus Poppenhausen frische Lebensmittel abgeholt. Nach dem Tod des ersten Wirtes 1906 wurde der Betrieb zuerst von seiner Frau und danach ab 1910 von deren Schwiegersohn weitergeführt. 1916 erbaute dieser den „Berggasthof“

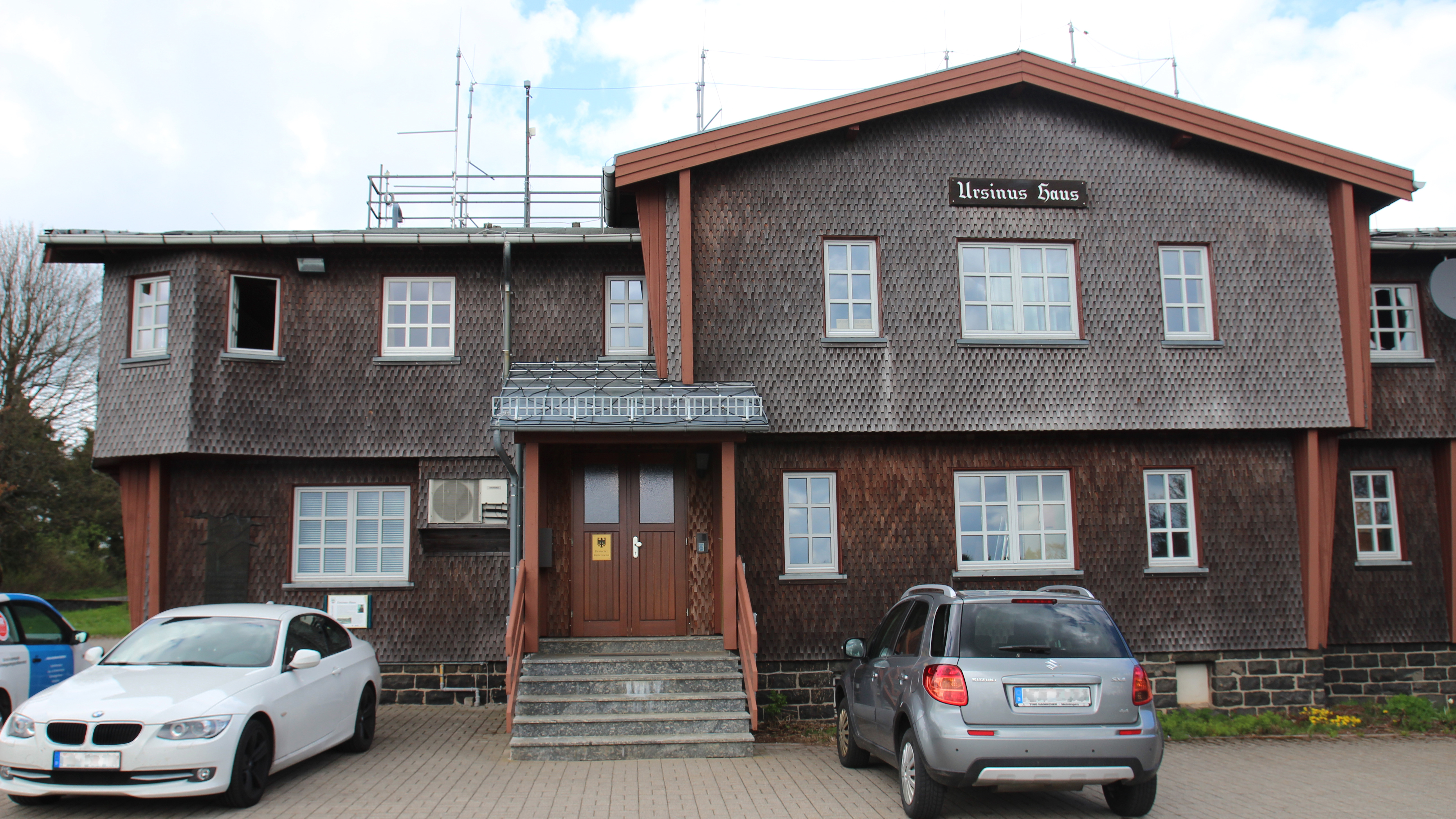
Das Ursinus Haus, 2017

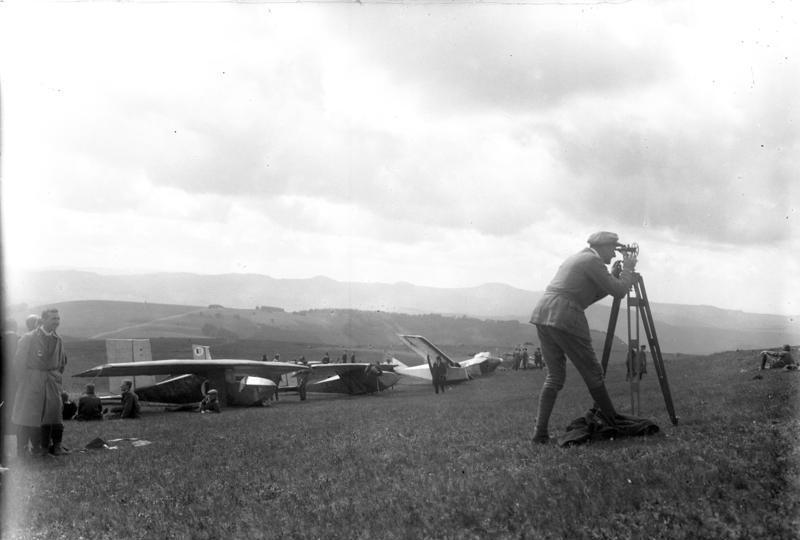
Segelflugwettbewerb 1932

Darmstädter Schüler begannen 1911 mit Flugversuchen von der Wasserkuppe (siehe Akaflieg Darmstadt). Hierzu wurde der Gleitflieger von Helfern an den Flächenenden gegen den Wind gezogen und bekam durch Aufwinde am Hang Auftrieb. Seitdem entstand zur Beherbergung der Piloten und deren Kameraden ein Fliegerlager, das in den damaligen Gemarkungsgrenzen der Gemeinden Abtsroda, Obernhausen, Reulbach sowie Schachen errichtet wurde. Im Sommer 1920 wurde der erste Rhön-Segelflugwettbewerb durchgeführt, an dem sich 25 junge Flieger aus Darmstadt und anderen Orten beteiligten. Dort wurde erstmals der Start mit einem Gummiseil praktiziert.
1922 erreichte Arthur Martens eine Flugleistung von einer Stunde. Im selben Jahr gründete er „Martens Fliegerschule“. Ab Ende der 1920er Jahre ging man in den Thermikflug über.
Seit 1923 steht das Fliegerdenkmal, ein Bronzeadler auf einem vulkanischen Basaltschlot. Es erinnert an die gefallenen Flieger des Ersten Weltkriegs und wurde vom „Ring der Flieger“ errichtet.
Die Rhön-Rossitten-Gesellschaft errichtete 1925 auf der Wasserkuppe ein festes Gebäude, in dem die Abteilungen Flugtechnik und Aerodynamik des Forschungsinstituts der Gesellschaft, die Leitung und Organisation der Rhönwettbewerbe und eine Wetterwarte des Preußischen Meteorologischen Dienstes untergebracht wurden. Zu Ehren des Mitbegründers der Rhönsegelflugwettbewerbe erhielt dieses Gebäude den Namen Ursinus Haus.
Auf dem Berggasthof war ein Turm errichtet worden. In dessen unterem Teil befand sich Technik für Wettermessungen während darüber ein Hochbehälter zur Trinkwasserversorgung untergebracht war. Der Hochbehälter wurde 1941 wieder abgebaut.
1933 ging aus der hier ansässigen Rhön-Rossitten-Gesellschaft die Deutsche Forschungsanstalt für Segelflug hervor. In der Zeit des Nationalsozialismus wurde eine militärische Flugschule eingerichtet und die meisten festen Gebäude wurden errichtet.
1937 wurde das Gebiet der Wasserkuppe im Zuge der damaligen Umlegungsverfahren nach Obernhausen eingemeindet. Seit der Gründung des Fliegerlagers auf dem Berg war ungeklärt, zu welcher Gemeinde der für die Region Rhön nun durch Fremdenverkehr und durch die Rhön-Segelflug-Wettbewerbe auch wirtschaftlich wichtige Berg der Flieger gehörte. Seit 1972 gehört Obernhausen als Ortsteil zur Stadt Gersfeld.
Ab 1939 wurde die Wetterstation von der Wehrmacht als „Funkmessanlage“ (Radarstation) für die Luftwaffe genutzt. 
Pfingsten 1944 starben bei einem Fliegerangriff 13 Menschen und 50 wurden verletzt. Die Mehrzahl waren Jugendliche, junge Modellflieger und einige Mitglieder des Jungvolks, die auf der Wasserkuppe im Bereich der Märchenwiese⊙ ihr Zeltlager hatten. 170 Bomben einer US B 17 Bomberstaffel brachten den Tod. Die Jugendlichen waren zwischen 12 und 14 Jahre alt. Die Wasserkuppe war gegen 15:16 Uhr Gelegenheitsziel für den Bombenabwurf geworden. Das ursprüngliche Ziel waren eigentlich die Dessauer Junkerswerke. Wegen schlechter Sichtverhältnisse im Raum Dessau wurde die Bombenlast auf dem Rückflug über der Wasserkuppe, die als Flugplatz auch Ersatzziel war, abgeworfen. Die Hermann-Göring-Flugzeughalle mit ihren dort abgestellten rund 40 Segel- und fünf Motorflugzeugen brannte nach einem Treffer völlig nieder.

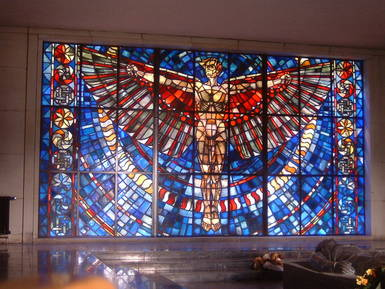
Ikarus mit ausgebreiteten Flügeln (Glasfenster von Erhard Klonk in der Ehrenhalle im Lilienthal-Haus)

1945 wurden die Einrichtungen vor dem Eintreffen der US-Armee zerstört. Diese beschlagnahmte am 20. Juli das gesamte bebaute Gebiet einschließlich des Berggasthofes mit dem Turm, der Martens Fliegerschule, der Reichssegelflugschule und dem Segelfluggelände und erklärte es zu militärischem Sperrgebiet. Von 1945 bis Ende 1946 wurde auf der Wasserkuppe von der britischen Royal Air Force eine Fernmeldestation und von der US-Armee eine Radiorelaisstation betrieben. Ab dem 1. Januar 1947 übernahmen die US-Streitkräfte den Berg allein und installierten noch im selben Jahr eine mobile Radarstation.
Während der Berlin-Blockade wurden die „Rosinenbomber“ von der Wasserkuppe aus geleitet. In der Zeit der Deutschen Teilung im Kalten Krieg wurde von der Wasserkuppe aus der Luftraum im Gebiet des Warschauer Pakts überwacht. Der Turm wurde dann am 4. Oktober 1955 abgerissen, weil er den Betrieb der Radareinrichtungen durch die US-Armee störte. Die markante Stahlkonstruktion war damals ein weithin sichtbares Erkennungszeichen der Wasserkuppe. Die Radaranlage wurde 1978 an die Bundeswehr übergeben. 1998 wurde deren Betrieb und damit die militärische Nutzung der Wasserkuppe eingestellt.
In der zweiten Hälfte des 20. Jahrhunderts wurde die touristische Erschließung der Wasserkuppe, welche 1878 mit dem Bau der Schutzhütte begonnen hatte, forciert.

## Schutzgebiete
Auf der Nordflanke der Wasserkuppe liegt direkt unterhalb des Hochrhönrings das Naturschutzgebiet (NSG) Nordhang Wasserkuppe (CDDA-Nr. 318864; 2001 ausgewiesen; 15,7 ha groß), nach Osten fällt ihre Landschaft zum NSG Schafstein bei Wüstensachsen (CDDA-Nr. 165354; 1997; 1,2361 km²) und nach Südosten zum NSG Rotes Moor (CDDA-Nr. 7015; 1979; 312,24 km²) ab; bis auf die Südsüdwestflanke des Berges reicht der Nordausläufer des am Eubeberg gelegenen NSG Eube (CDDA-Nr. 318379; 2002; 1,3517 km²). Außer auf einem kleinen Teil der Gipfelregion liegen auf dem Berg Bereiche des Landschaftsschutzgebiets Hessische Rhön (CDDA-Nr. 378477; 1967; 410,1096 km²). Auf Großteilen der Wasserkuppe befinden sich Bereiche des Fauna-Flora-Habitat-Gebiets Hochrhön (FFH-Nr. 5525-351; 48,0962 km²). Auf dem Berg liegen Teile des Vogelschutzgebiets Hessische Rhön (VSG-Nr. 5425-401; 360,8013 km²).

## Klimatabelle
|                        | Jan   | Feb   | Mär   | Apr   | Mai  | Jun   | Jul   | Aug   | Sep  | Okt  | Nov   | Dez   |   |         |
| Mittl. Temperatur (°C) | −3,2  | −2,9  | −0,3  | 3,5   | 8,3  | 11,3  | 13,1  | 13,0  | 10,0 | 6,1  | 0,7   | −2,2  | ⌀ | 4,8     |
| Mittl. Tagesmax. (°C)  | −1,2  | −0,5  | 2,4   | 7,0   | 12,3 | 15,1  | 16,9  | 16,9  | 13,6 | 9,2  | 3,1   | 0,0   | ⌀ | 7,9     |
| Rekordmaximum (°C)     | 12,7  | 16,6  | 19,3  | 26,2  | 28,5 | 30,4  | 33,0  | 32,7  | 27,2 | 22,7 | 19,9  | 12,8  | ᐃ | 0       |
| Mittl. Tagesmin. (°C)  | −5,3  | −5,1  | −2,6  | 0,5   | 4,8  | 8,0   | 9,7   | 9,8   | 7,3  | 3,7  | −1,3  | −4,3  | ⌀ | 2,1     |
| Rekordminimum (°C)     | −23,9 | −26,3 | −17,1 | −10,7 | −4,8 | −2,2  | 1,9   | 1,8   | −1,6 | −8,5 | −13,1 | −20,7 | ᐁ | 0       |
|                        |       |       |       |       |      |       |       |       |      |      |       |       |   |         |
| Niederschlag (mm)      | 80,8  | 64,3  | 79,0  | 83,6  | 96,5 | 114,6 | 109,4 | 100,0 | 83,3 | 79,4 | 89,1  | 103,9 | Σ | 1.083,9 |
|                        |       |       |       |       |      |       |       |       |      |      |       |       |   |         |
| Sonnenstunden (h/d)    | 1,7   | 2,9   | 3,4   | 4,9   | 6,4  | 6,5   | 6,8   | 6,2   | 4,8  | 3,9  | 1,9   | 1,7   | ⌀ | 4,3     |
|                        |       |       |       |       |      |       |       |       |      |      |       |       |   |         |
| Regentage (d)          | 21,1  | 17,0  | 18,8  | 17,7  | 17,6 | 17,4  | 15,7  | 15,9  | 15,2 | 15,9 | 18,8  | 20,4  | Σ | 211,5   |
|                        |       |       |       |       |      |       |       |       |      |      |       |       |   |         |
| Luftfeuchtigkeit (%)   | 90,9  | 88,2  | 87,1  | 80,4  | 77,5 | 80,0  | 78,9  | 79,8  | 84,9 | 86,4 | 90,5  | 91,0  | ⌀ | 84,6    |

| −5,3 |

| −5,1 |

| −2,6 |

| 0,5 |

| 4,8 |

| 8,0 |

| 9,7 |

| 9,8 |

| 7,3 |

| 3,7 |

| −1,3 |

| −4,3 |

| −5,3 |

| −5,1 |

| −2,6 |

| 0,5 |

| 4,8 |

| 8,0 |

| 9,7 |

| 9,8 |

| 7,3 |

| 3,7 |

| −1,3 |

| −4,3 |

## Einrichtungen
Auf der Wasserkuppe existieren heute ein großes Segelflugzentrum, ein Flug- und Schulungszentrum für Hängegleiter, Paragliding und Snowkiting, ein Segelflugmuseum, das Radom Wasserkuppe (Radarkuppel), das Kompetenzzentrum Rhön, Hotels, Restaurants, ein Feriendorf, ein Zeltplatz, Regional- und Souvenirläden, Sommerrodelbahnen, Skilifte und ein Kletterwald sowie einige kleinere Fahrgeschäfte.

### Fliegerei

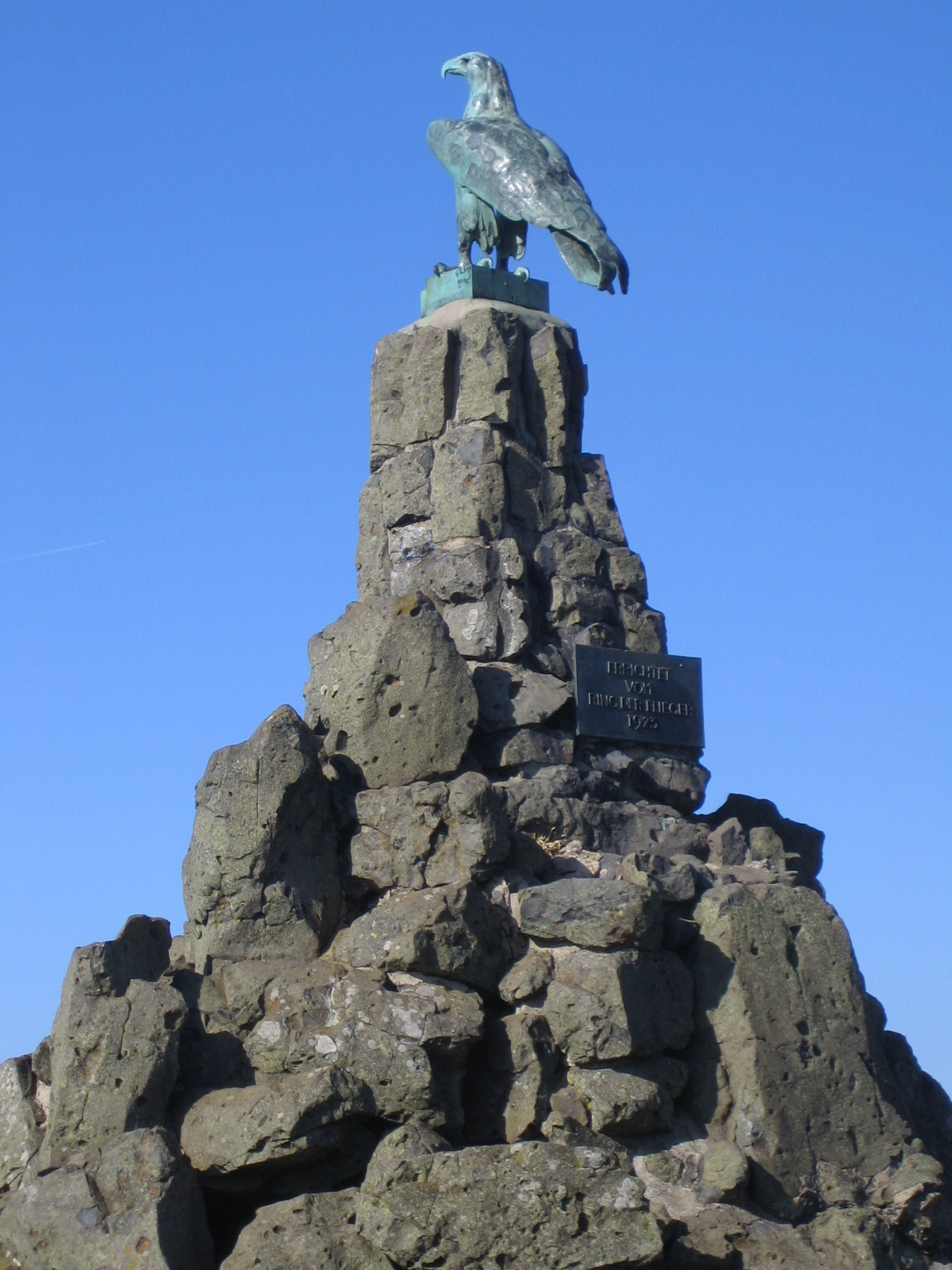
Das Fliegerdenkmal am erodierten Vulkanschlot

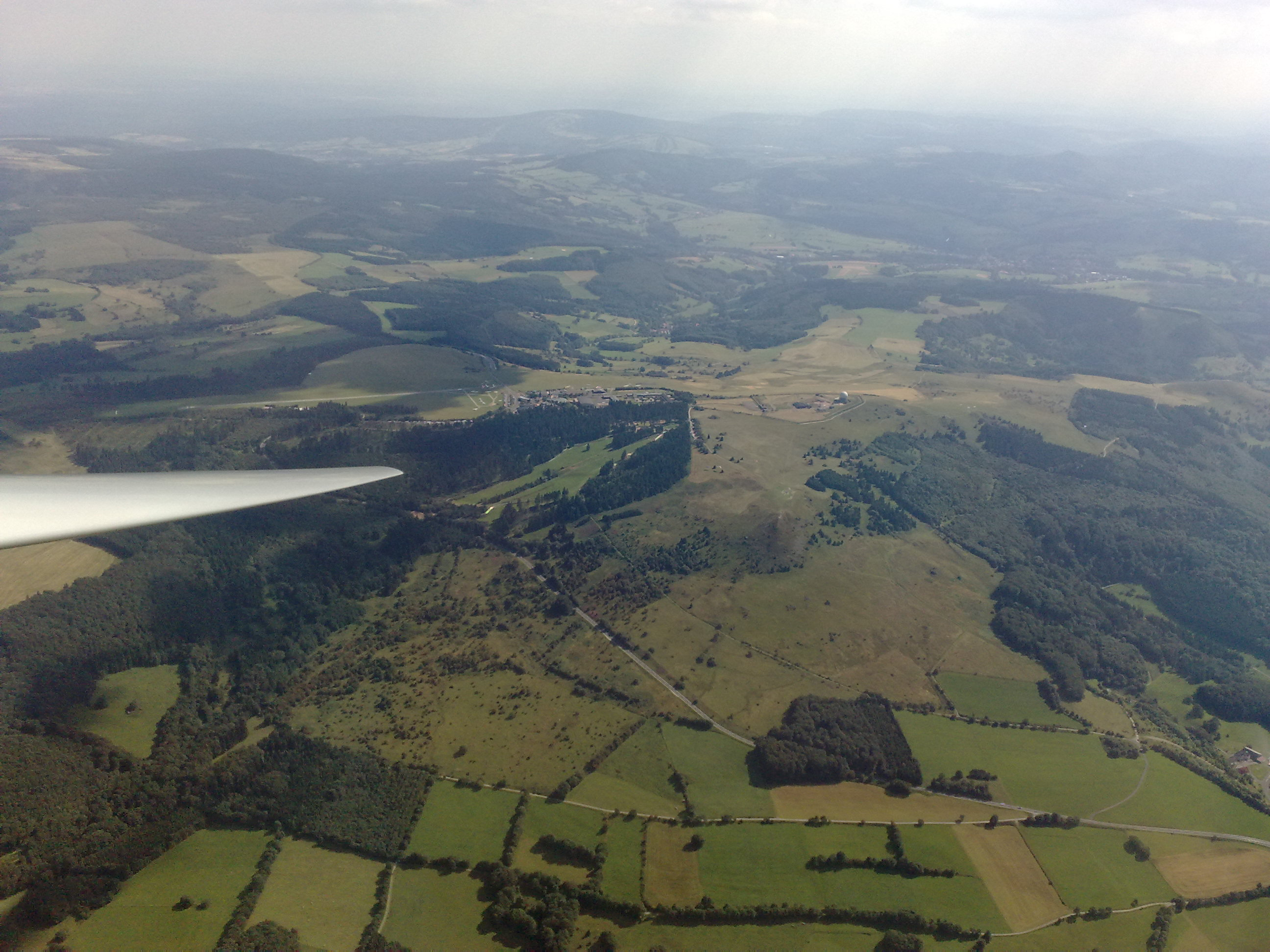
Wasserkuppe aus einem Segelflugzeug gesehen

Das Segelflugzentrum auf der Wasserkuppe beinhaltet die älteste Segelflugschule der Welt, eine Gleitschirmflugschule, das Deutsche Segelflugmuseum mit Modellflug und den Flugplatz Wasserkuppe für Segel- und Motorflugzeuge, der von den insgesamt vier ansässigen Segelflugvereinen und der Fliegerschule Wasserkuppe genutzt wird. Während auf dem östlichen Teil des Flugfeldes mit der 670 Meter langen Asphaltbahn Motorflieger, Motorsegler und Segelflieger im F-Schlepp starten, ist der westliche Teil oberhalb der Straße, der sogenannte „Weltensegler“, der Windenstartplatz der Segelflieger. Darüber hinaus ist der Berg auch ein beliebter Startplatz für Drachenflieger, Gleitschirmflieger und für Modellflieger. Als Modellflugplatz ist die Abtsrodaer Kuppe beliebt.
Ganz in der Tradition des Berges finden jedes Jahr auf der Wasserkuppe zahlreiche Segelflugveranstaltungen und Modellflugwettbewerbe statt.

### Zivile Observatorien
Auf dem Berg existieren eine Wetterstation des Deutschen Wetterdienstes (DWD) sowie ein Gebäude der Deutschen Flugsicherung für die zivile Luftfahrt.

### Militärische Nutzung

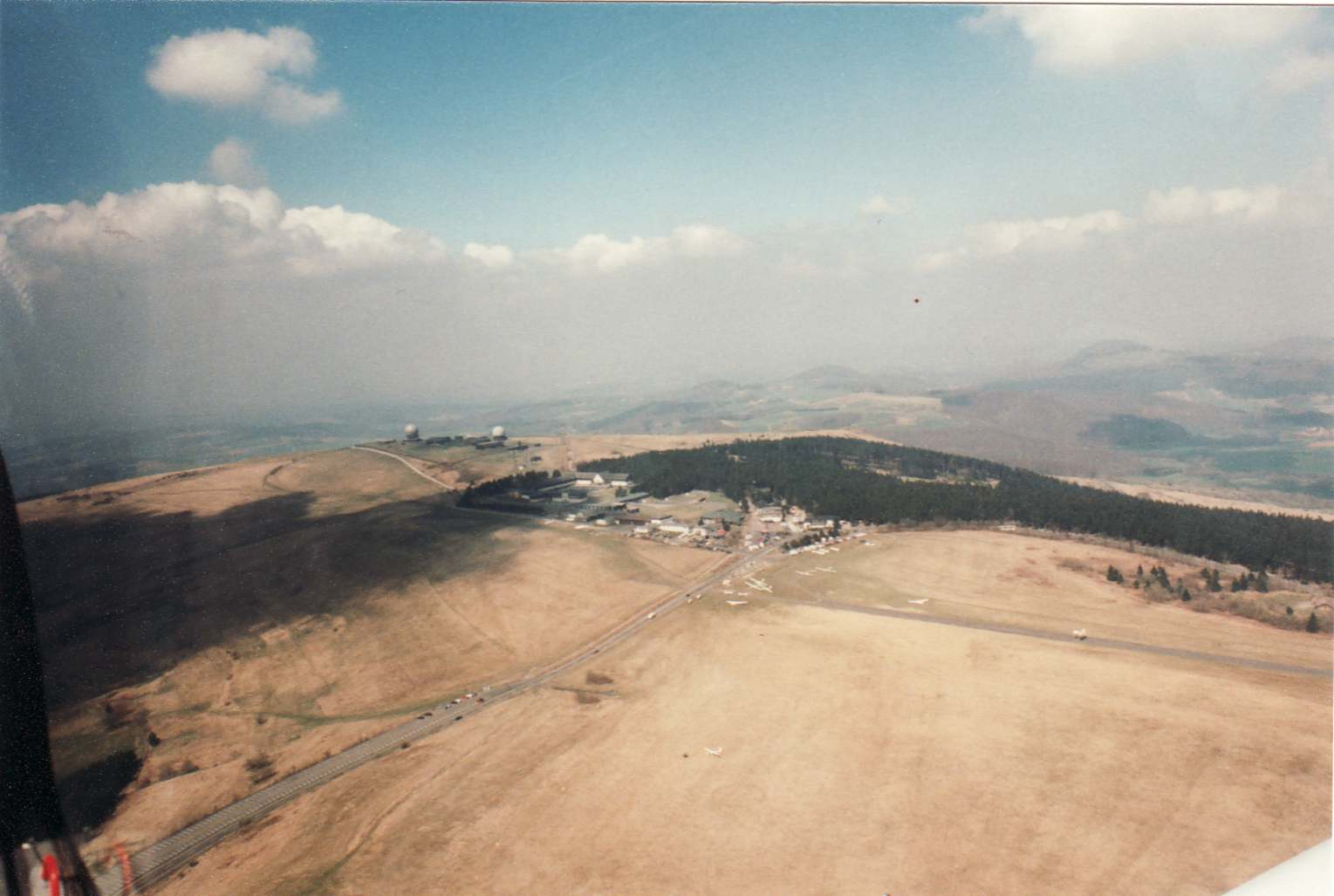
Flug über die Wasserkuppe 1996

Im Dritten Reich wurde „Martens Fliegerschule“ durch die Luftwaffe übernommen. Sie errichtete unter anderem die Ehrenhalle und die Kasernengebäude, von denen drei bis zur Schließung 2019 als Jugendbildungsstätte von der DJO genutzt worden waren.
Nach dem Ende des Zweiten Weltkriegs und der damit verbundenen Teilung Deutschlands nutzten die US Air Force und die französischen Armée de l’air diese Gebäude und errichteten Ende der 1950er Jahre eine Radarstation auf der Gipfelregion auf 950 m Höhe. 1962 gab es fünf Radome (Radarkuppeln) mit Rundumsuch- und Höhensuchradargeräten. Aufgrund der unmittelbaren Lage der Wasserkuppe an der Zonen- und späteren innerdeutschen Grenze, am Eisernen Vorhang und der als Fulda Gap bekannten Besonderheit des Geländes hatte dieser Radarposten der US-Luftwaffe eine besondere strategische Bedeutung für die NATO. Er war eingebunden in eine Frühwarnkette, die vom Nordkap bis in die Türkei reichte. Die militärische Anlage wurde ab 1975 schrittweise bis 1978 von der US-Armee an die Bundeswehr übergeben. Vier der fünf Radome wurden 1963, 1989, 1993 und 1998 abgerissen. Die letzte bis heute verbliebene Radarkuppel, Radom Wasserkuppe, wurde 1990 bis 1994 auf dem Fundament einer 1989 abgerissenen Kuppel errichtet und ging wegen eines Rechtsstreits erst 2003 in einen halbjährigen Probebetrieb.
Seit Ende des Kalten Krieges ist eine militärische Nutzung des Gipfelareals nicht mehr erforderlich. 1998 verließ die Bundeswehr den Standort Wasserkuppe, und der Betrieb der Radaranlage und damit die militärische Nutzung des Berges wurden eingestellt. Das Gelände fiel an den Bund, später an Hessen und 2008 an die Stadt Gersfeld.

### Zivile Nutzung der ehemals militärischen Gebäude

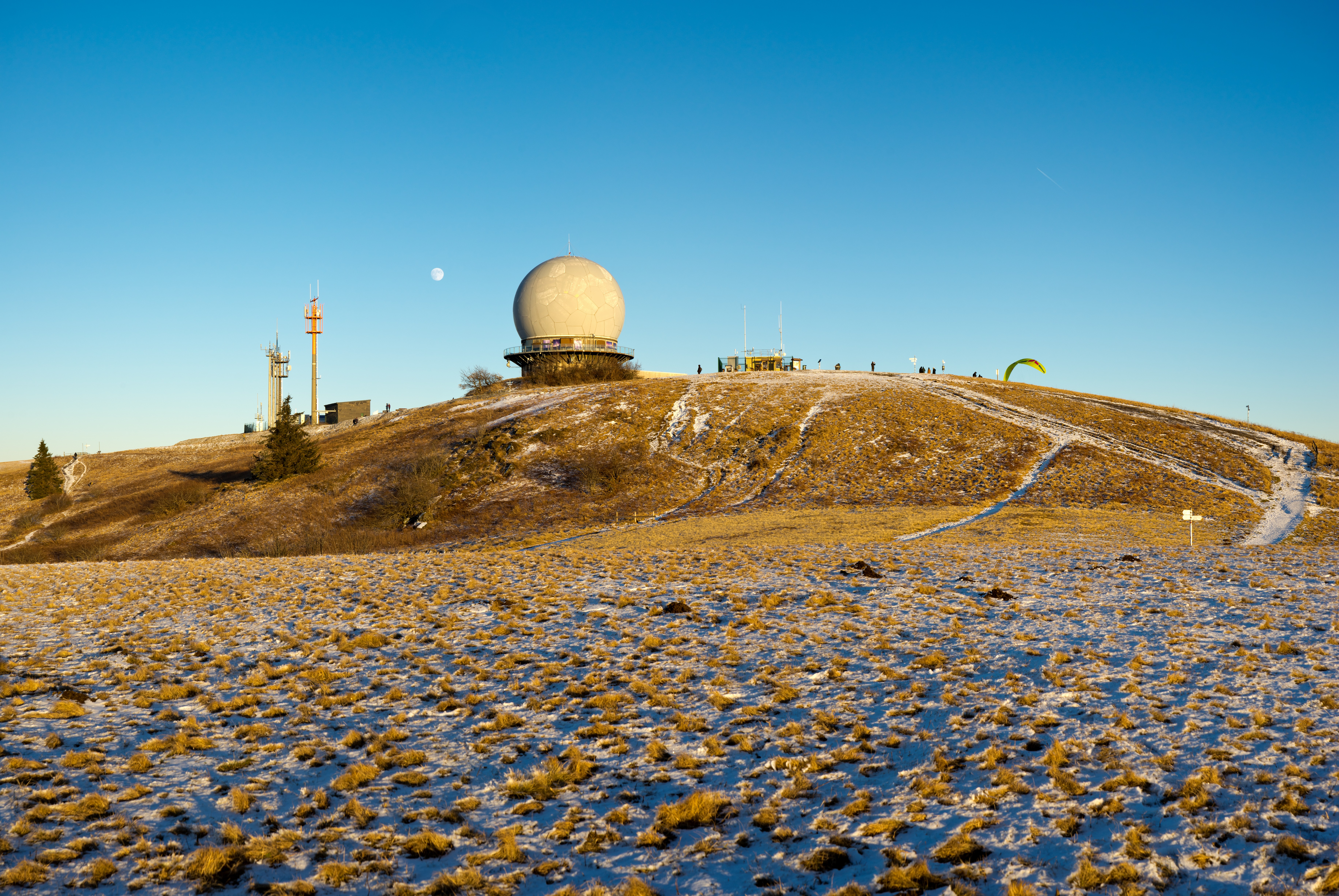
Gipfelbereich mit Radom, Sendeanlagen und Luftmessstation

Die Gebäude der Bundeswehr wurden zur Jugendbildungsstätte. 2008 begannen auf der Wasserkuppe Abriss-, Rückbau- und Renaturierungsmaßnahmen. Erhalten blieben das Radom Wasserkuppe, das Gebäude der Flugsicherung sowie das Blockheizkraftwerk zur umweltfreundlichen lokalen Energieversorgung. Gegen den Abriss des Radoms sprach dessen Funktion als weithin sichtbare Landmarke, Wahrzeichen der Rhön und Mahnmal des Kalten Krieges und der deutschen Teilung.
Das Radom wurde am 27. Juni 2009 von der Stadt Gersfeld an die gemeinnützige Betreibergesellschaft Radom-Flug gGmbH (Radom-Flug) offiziell übergeben. Seitdem ist das markante Gebäude für die Zivilbevölkerung geöffnet. Es ist das höchstgelegene Gebäude des Bundeslandes Hessens. Eine kleine Ausstellung im Treppenhaus zeigt die Geschichte der Abhörstation. Der 60 m lange Rundgang um den Sockel des Radoms wird als 360-Grad-Aussichtsplattform genutzt, unter anderem mit Blick über die Rhönlandschaft; er liegt etwa 10 m über dem Berggipfel und damit auf rund 960 m Höhe. Der Kuppelraum ist 13,6 m hoch, hat einen inneren Äquatordurchmesser von 18,6 m und 2300 m³ Volumen. Er dient als Raum für Kulturveranstaltungen, Konzerte und Ausstellungen und seit 2013 als Außenstelle für Trauungen des Gersfelder Standesamts. Das Funktionsgebäude am Radom, in dem sich früher die Elektronik für das Radargerät befand, wird als Vereinsheim der beiden örtlichen Drachen- und Gleitschirmvereine genutzt. Die Umbaukosten betrugen insgesamt rund 215.000 Euro; die Hälfte wurde aus öffentlichen Mitteln finanziert, die andere Hälfte von der aus den beiden auf der Wasserkuppe beheimateten Drachen- und Gleitschirmflugvereinen gebildeten Radom-Flug und den Anrainergemeinden Poppenhausen (Wasserkuppe), Gersfeld und Ehrenberg aufgebracht. Seit 2009 ist es als Baudenkmal im Sinne des hessischen Denkmalschutzgesetzes geschützt.

### Rapsöl-Blockheizkraftwerk

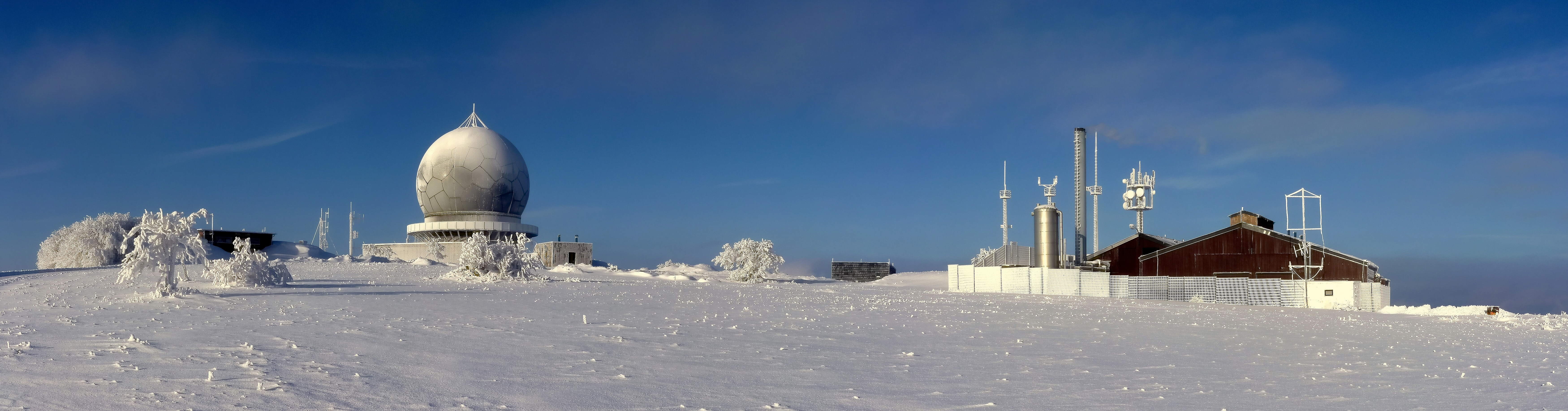
Radom und Rapsöl-Blockheizkraftwerk im Winter 2010

Seit 2003 wird auf der Wasserkuppe ein mit Rapsöl gespeistes Blockheizkraftwerk betrieben. Die Leistung beträgt maximal 410 kW elektrisch und 478 kW thermisch. Über ein Fernwärmenetz mit etwa 960 Trassenmetern werden die meisten Liegenschaften auf dem Berg aus dem Blockheizkraftwerk mit Wärme versorgt. Zur Absicherung der Wärmeversorgung sind in das Fernwärmenetz ein Pufferspeicher mit einem Speichervolumen von 13 m³ und eine Spitzenlastkesselanlage mit einer Maximalleistung von 1050 kW integriert.

### Wintersport

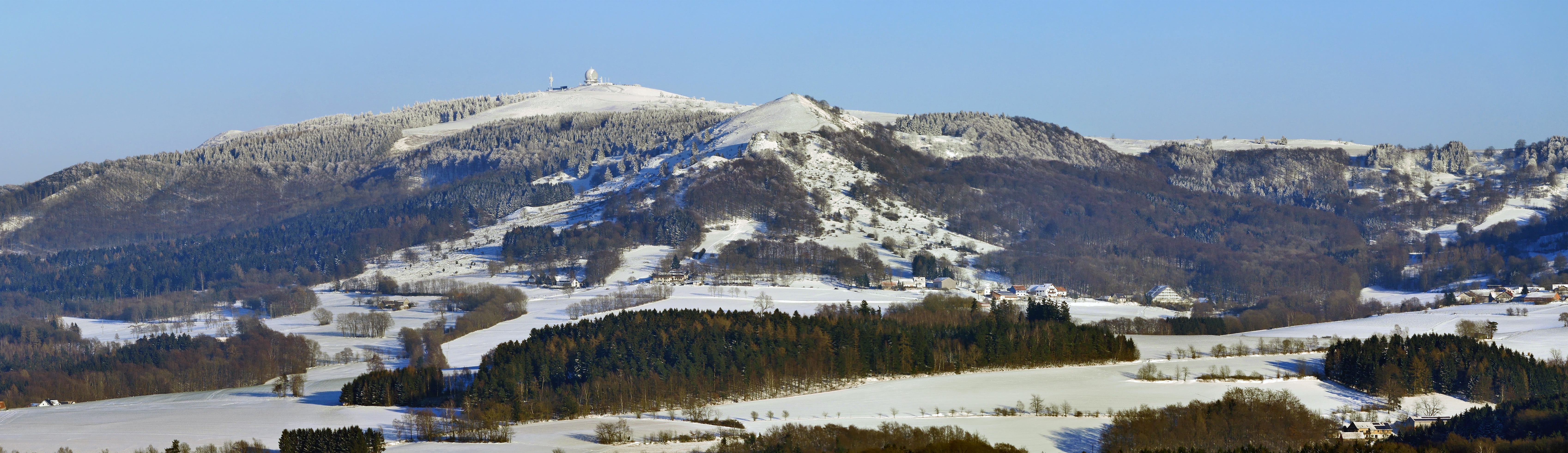
Blick von Neuwart unterhalb der Burg Ebersburg ostnordostwärts zur Wasserkuppe

Die Wasserkuppe ist ein Zentrum des Wintersports in der Rhön: Auf dem Nordhang liegt die Ski- und Rodelarena Wasserkuppe. Dort stehen Skilifte und unterschiedlich anspruchsvolle Abfahrten zur Verfügung. Das Hochplateau wird zum Snowkiting und zum Skilanglauf genutzt.

### Amateurfunk
Seit März 2006 ist auf dem Berg eine Amateurfunkrelaisstation für Amateurfunk-Fernsehen in Betrieb, mit dem Rufzeichen DB0TAN auf der Sendefrequenz 1280 MHz. Im April 2006 wurde das 70-cm-Amateurfunkrelais DB0WAS (438,950 MHz) in Betrieb genommen. Dieses Relais ist über den Funkweg mit den Amateurfunkrelais DB0WUR (Wurmberg/Harz) vernetzt, sodass über dieses Relais Verbindungen in einen Großteil der Bundesrepublik hergestellt werden können.
Die Jugendbildungsstätte Wasserkuppe beherbergt im ehemaligen Funkraum die Clubstation der Fuldaer Funkamateure (DARC e. V. – Ortsverband Fulda). Die Clubstation verfügt über eine Kurzwellenstation sowie über UKW-Funkgeräte für das 2-m- und 70-cm-Amateurfunkband. Die Clubstation trägt das Rufzeichen DF0FU.

## Aussichtsmöglichkeiten
Von der Gipfelregion der Wasserkuppe, besonders von der 360-Grad-Aussichtsplattform des Radoms Wasserkuppe, fällt der Blick über die Rhönlandschaft. Bei guten Sichtbedingungen reicht er im – Gegenuhrzeigersinn betrachtet – jeweils unter anderem mit ungefährer Luftlinie-Entfernung und Höhe in Meter (m) über Normalhöhennull (NHN) – zum:
- Fichtelgebirge
  - Schneeberg (1051 m) – im Südosten (145 km)
  - Ochsenkopf (1024 m) – im Südosten (143 km)
  - Hohberg (863 m) – im Südosten (141 km)
- Gleichberge (Singularität)
  - Großer Gleichberg (679,0 m) – im Ostsüdosten (48 km)
- Thüringer Wald
  - Bleßberg (866,9 m), mit Sender Bleßberg – im Osten (76 km)
  - Finsterberg (944,1 m) – im Ostnordosten (63 km)
  - Großer Beerberg (982,9 m) – im Ostnordosten (60 km)
  - Donnershauk (893,6 m) – im Nordosten (57 km)
  - Schmalkalder Loibe (886,3 m) – im Nordosten (53 km)
  - Höhenberg(e) (max. 836,0 m) – im Nordosten (53 km)
  - Großer Inselsberg (916,5 m) – im Nordosten (54 km)
  - Birkenheide (717,3 m) – im Nordnordosten (50 km)
- Harz
  - Brocken (1141,2 m) – im Nordnordosten (152 km)
- Unteres Werrabergland
  - Höheberg (510,7 m) – im Norden (93 km)
- Thüringer Becken (mit Randplatten)
  - Gobert (569,0 m) – im Norden (84 km)
- Hohen Meißner (Singularität)
  - Kasseler Kuppe (753,6 m) – im Norden (81 km)
- Kaufunger Wald
  - Hirschberg (643,4 m) – im Nordnordwesten (84 km)
- Habichtswälder Bergland
  - Langenberg
    - Schwengeberg (556,7 m) – im Nordnordwesten (93 km)

  - Hoher Habichtswald
    - Hohes Gras (614,8 m) – im Nordnordwesten (99 km)
 leicht links dahinter: Fernmeldeturm Habichtswald (Essigberg; 597,5 m) – (100 km)
- Knüll
  - Eisenberg (635,5 m) – im Nordwesten (53 km)
  - Knüllköpfchen (633,8 m) – im Nordwesten (59 km)
- Kellerwald
  - Wüstegarten (675,3 m), mit Kellerwaldturm – im Nordwesten (83 km)
  - Hohes Lohr (656,7 m) – im Nordwesten (87 km)
- Rothaargebirge
  - Bollerberg (757,7 m) – im Nordwesten (119 km)
  - Kahlen Asten (841,9 m) – im Nordwesten (127 km)
  - Ziegenhelle (815,9 m) – im Nordwesten (121 km)
  - Sackpfeife (673,3 m) – im Nordwesten (111 km)
- Fulda (261,5 m), größte Stadt in Bergnähe – im Westnordwesten (19 km)
- Vogelsberg
  - Taufstein (773,0 m) – im Westen (49,5 km)
- Taunus
  - Großen Feldberg (879 m) – im Westsüdwesten (109 km)
  - Altkönig (798,2 m) – im Westsüdwesten (108 km)
  - Pferdskopf (662,6 m) – im Westsüdwesten (109 km)
- Donnersberg (686,5 m) – im Südwesten (174 km) (Singularität im Nordpfälzer Bergland)
- Spessart
  - Franzosenkopf (481 m) – im Südwesten (64 km)
  - Hermannskoppe (567 m) – im Südsüdwesten (53 km)

Nach Südsüdwesten über Süden bis fast Südosten ist die Fernsicht durch vorgelagerte Rhönberge – wie Dammersfeldkuppe (927,9 m), Kreuzberg (927,8 m) und Heidelstein (925,7 m) – versperrt. Darüber hinaus stören auch weitere Gebäude und mehrere Antennen im Gipfelbereich den hindernislosen Rundumblick.

## Verkehr und Wandern
Über die Südostflanke der Wasserkuppe verläuft zwischen der Bundesstraße 278 bei Wüstensachsen im Nordosten und Obernhausen im Südwesten die Bundesstraße 284. Von dieser Straße zweigt nordöstlich von Obernhausen in Richtung Nordwesten der Hochrhönring ab, der im Rahmen der Landesstraße 3068 über die östlichen Hochlagen der Bergkuppe nordwestwärts nach Abtsroda und dann als L 3307 durch Sieblos und Tränkhof zum südwestlich befindlichen Poppenhausen führt. Von dort verläuft der Ring im Rahmen der Kreisstraße 41 durch Rodholz und passiert dessen Weiler Schwarzerden, die Gersfelder Weiler Güntersberg und Sommerberg und den Gersfelder Ortsteil Schachen, um dann durch dessen Weiler Brembach nach Gersfeld zu führen. Somit kann man den Berg auf dem Ring umfahren. Innerhalb des Hochrhönrings führt westlich des Berges von Abtsroda nach Schwarzerden die K 160. Zum Beispiel an diesen Straßen beginnend kann die Wasserkuppe auf Wegen und Pfaden erwandert werden. Über den Berg führt ein gemeinsamer Abschnitt der Europäischen Fernwanderwege E3 und E6 sowie der Fernwanderweg Hochrhöner. Mit ihrem Südwestausläufer Pferdskopf ist die Wasserkuppe durch einen geologischen Lehrpfad verbunden.
Stündlich fahren Regionalzüge der Rhönbahn vom ICE-Bahnhof in Fulda nach Gersfeld. Vom Bahnhof sind es 6 km bis zum Gipfel der Wasserkuppe.

## Trivia

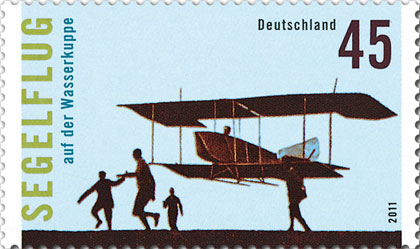
Segelflug auf der Wasserkuppe

Nach der Wasserkuppe ist der Asteroid (10242) Wasserkuppe benannt.
2011 gab die Deutsche Post AG eine 45-Cent-Sonderbriefmarke mit dem Motiv Segelflug auf der Wasserkuppe heraus. (Siehe Briefmarken-Jahrgang 2011 der Bundesrepublik Deutschland#Sondermarken)